# 80-річчя бою під Крутами (монета)
«80-рі́ччя бо́ю під Кру́тами» — ювілейна монета номіналом 2 гривні, випущена Національним банком України. Присвячена 80-річчю бою під Крутами — події, що увійшла в історію України яскравою сторінкою героїчного опору трьохсот київських студентів і гімназистів, які стали на захист незалежності Української Народної Республіки від наступаючих більшовицьких військ.
Монету було введено в обіг 30 січня 1998 року. Вона належить до серії «Відродження української державності».

## Опис монети та характеристики
| Номінал грн. | Метал                 | Маса, грам | Діаметр, мм. | Якість виготовлення     | Гурт     | Тираж, штук |
| ------------ | --------------------- | ---------- | ------------ | ----------------------- | -------- | ----------- |
| 2            | мідно-нікелевий сплав | 12,8       | 31,0         | звичайна, анциркулейтед | рифлений | 200 000     |

### Аверс
На аверсі монети в центрі зображено малий Державний Герб України на тлі багатофігурної композиції, яка втілює ідею розстріляного державного відродження: через центр мішені, позначеної на монетному полі трьома концентричними колами, прямує у перспективу колона озброєних юнаків. Ліворуч і праворуч від зображення дати «1918-1998». По колу розміщено написи: вгорі «УКРАЇНА» та внизу у два рядки «2 ГРИВНІ».

### Реверс

Картина «Бій під Крутами» Леонід Перфецький

На реверсі монети розміщена композиція з двох частин, що відтворює історичний момент протистояння двох сил: ліворуч — статичні фігури юнаків-героїв як уособлення захисту незалежності УНР; праворуч — динамічне зображення алегорії більшовицької інтервенції у вигляді простертої руки, яка прокладає шлях атакуючій кінноті. Навколо зображення напис, розділений солярним знаком «80-РІЧЧЯ БОЮ ПІД КРУТАМИ. 29.01.1918».

## Автори
- Художник — Кущ Анатолій.
- Скульптор — Неверович В.

## Вартість монети
Під час введення монети в обіг 1998 року, Національний банк України розповсюджував монету за її номінальною вартістю — 2 гривні.
Фактична приблизна вартість монети, з роками змінювалася так:
| Рік        | 2005 | 2006 | 2007 | 2008 | 2009 | 2010 | 2011 | 2012 | 2013 | 2014 | 2015 | 2016 | 2017 | 2018 | 2019 | 2020 | 2021 | 2022 | 2023 | 2024 | 2025 |
| ---------- | ---- | ---- | ---- | ---- | ---- | ---- | ---- | ---- | ---- | ---- | ---- | ---- | ---- | ---- | ---- | ---- | ---- | ---- | ---- | ---- | ---- |
| Ціна, грн. | 10   | 18   | 25   | 25   | 30   | 30   | 35   | 35   | 35   | 32   | 40   | 40   | 60   | 60   | 65   | 65   | 80   | 80   | 110  | 140  | 200  |